# Templo de Barranquilla
El Templo de Barranquilla, Colombia, es uno de los templos construidos y operados por la Iglesia de Jesucristo de los Santos de los Últimos Días, el número 161 de la iglesia y el segundo construido en Colombia, ubicado en la ciudad caribeña de Barranquilla. Al templo, por su cercanía a las comunidades, asisten fieles de Santa Marta, Cartagena, Valledupar, Montería y de la zona costera de Barranquilla. Antes de la construcción del templo en Barranquilla, los fieles de la región viajaban al templo de Bogotá.

## Anuncio
Los planes para la construcción del templo de Barranquilla fueron anunciados por Thomas S. Monson durante la conferencia general de la iglesia el 1 de octubre de 2011. El templo fue anunciado al mismo tiempo que el Templo de Star Valley, el templo de Durban en Sudáfrica, el templo de Kinshasa en la República Democrática del Congo, y el Templo del centro de la ciudad de Provo en Utah. El anuncio de estos nuevos templo elevaría el número de templos SUD a 166, siendo el de Barranquilla el segundo en Colombia después del Templo de Bogotá, construido en 1999. La ceremonia de la primera palada tuvo lugar el 20 de febrero de 2016, presidida por las autoridades locales del área.

## Ubicación
El templo de Barranquilla está ubicado en el área metropolitana de Barranquilla, en la comunidad costera de Puerto Colombia, a orillas de la carretera Puerto Colombia-Barranquilla (90A), a un costado del parque Jardines de la Eternidad a nivel del colegio Alemán, aproximadamente dos kilómetros al oeste del centro histórico de Barranquilla. El edificio se asienta sobre una colina con vistas al mar y al río Magdalena

## Dedicación
El templo de la ciudad de Barranquilla fue dedicado para sus actividades eclesiásticas en tres sesiones el 9 de diciembre de 2018, por Dallin H. Oaks, presidente del Cuórum de los Doce Apóstoles. Con anterioridad a ello del 3 al 24 de noviembre de ese mismo año, la iglesia permitió un recorrido público de las instalaciones y del interior del templo al que asistieron unas 35.000 personas.